# Servicio Público de Empleo
Der Servicio Público de Empleo (SPE) ist eine nachgeordnete Behörde des Arbeitsministeriums Kolumbiens. Es koordiniert die Arbeitsvermittlung und arbeitet mit öffentlichen und privaten Agenturen zusammen, um Arbeitsuchende zu unterstützen.

## Geschichte
Der Servicio Público de Empleo bietet seit 1948 Arbeitsvermittlungsdienste an. Ursprünglich war die Vermittlung eine Aufgabe der Arbeitsinspektoren. 1966 wurde der Servicio Nacional de Empleo (SENALDE) gegründet, der ab 1989 an den Servicio Nacional de Aprendizaje (SENA) übertragen wurde. 2013 wurde durch das Gesetz 1636 die Unidad Administrativa Especial del Servicio Público de Empleo geschaffen, um die Vermittlung effizienter zu gestalten. Heute koordiniert das SPE ein Netzwerk aus öffentlichen und privaten Arbeitsvermittlungsagenturen, die kostenlos Arbeitsuchende unterstützen.

## Buscador de empleo
Die Website Buscador de Empleo dient als offizielle Plattform der kolumbianischen Regierung zur Arbeitsvermittlung. Arbeitssuchende können hier Stellenangebote durchsuchen, sich auf freie Stellen bewerben und Informationen zur Arbeitsmarktintegration erhalten. Arbeitgeber können Stellenangebote veröffentlichen und potenzielle Mitarbeiter finden. Die Plattform bietet zudem Tools zur beruflichen Weiterbildung und zur Förderung der Beschäftigungsfähigkeit.